# L'Étrange Festival 2017
L'Étrange Festival 2017, 23e édition du festival, s'est déroulé du 6 au 17 septembre 2017.

## Déroulement et faits marquants
Cette édition propose une compétition, des panoramas, des hommages (Álex de la Iglesia, Boris Szulzinger), des cartes blanches (Marc Caro et Jean-Pierre Jeunet, Jaume Balagueró).
Le 17 septembre 2017, le palmarès est dévoilé et c'est le film hongrois La Lune de Jupiter de Kornél Mundruczó qui remporte le Grand Prix Nouveau Genre. Le Prix du public est remporté par le film brésilien Les Bonnes manières (As boas maneiras) de Juliana Rojas et Marco Dutra.

## Sélection

### En compétition
- Purgatoryo de Derick Cabrido  Philippines
- Kuso de Flying Lotus  États-Unis
- Housewives de Can Evrenol  Turquie
- Avant que nous disparaissions de Kiyoshi Kurosawa  Japon
- Les Garçons sauvages de Bertrand Mandico  France
- Replace de Norbert Keil  Allemagne  Canada
- Thelma de Joachim Trier  Norvège
- Attack of the Adult Babies de Dominic Brunt  Royaume-Uni
- Mon Mon Mon Monsters de Giddens Ko  Taïwan
- La Lune de Jupiter de Kornél Mundruczó  Hongrie
- A Day de Cho Sun-ho  Corée du Sud
- Les Bonnes manières (As boas maneiras) de Juliana Rojas et Marco Dutra  Brésil
- I Am Not a Witch de Rungano Nyoni  Royaume-Uni
- Ugly Nasty People de Cosimo Gomez  Italie
- Bitch de Marianna Palka  États-Unis
- Mise à mort du cerf sacré de Yórgos Lánthimos  Royaume-Uni
- The Family de Rosie Jones  Australie
- Firstborn de Aik Karapetian  Lettonie
- Euthanizer de Teemu Nikki  Finlande
- The Marker de Justin Edgar  Royaume-Uni
- 9 doigts de F. J. Ossang  France
- Cold Hell de Stefan Ruzowitzky  Allemagne  Autriche
- Low Life de Ryan Prows  États-Unis

### Ouverture
- Mayhem de Joe Lynch

### Clôture
- Mutafukaz de Shōjirō Nishimi et Guillaume Renard

### Mondovision
- Kodoku : Meatball Machine de Yoshihiro Nishimura  Japon
- Le démon de Laplace de Giordano Giulivi  Italie
- 30 years of Adonis de SCUD  Chine
- The Misandrists de Bruce LaBruce  États-Unis
- Death Row Family de Yûki Kobayashi  Japon
- Fluidø de Shu Lea Cheang  Allemagne
- The Villainess de Jeong Byeong-gil  Corée du Sud
- Sweet Virginia (en) de Jamie M.Dagg  États-Unis
- Une prière avant l'aube de Jean-Stéphane Sauvaire  Royaume-Uni  France

### Nouveaux talents
- Doubleplusungood de Marco Laguna  Belgique
- Friendly beast de Gabriela Amaral Almeida  Brésil
- Ugly de Juri Rechinsky  Ukraine  Autriche
- The last family de Jan P. Matuszynski  Pologne
- Game of death de Sébastien Landry et Laurence Morais-Lagace  Canada
- Spit'n'Split de Jérôme Vandewattyne  Belgique

### Séances spéciales
- Tokyo Vampire Hotel de Sono Sion  Japon
- À la rose des vents de Vincent Hachet  France
- Chicken-Kitchen de Vincent Hachet  France
- Et ma sœur ne pense qu'à ça de Henri Xhonneux  France  Belgique
- Pierre et Sabine de August Rieger  Allemagne

### Focus catalan
- Cold Skin de Xavier Gens
- El ataúd de cristal  de Haritz Zubillaga
- Angoisse (Angustia) de Bigas Luna
- Prison de cristal (Tras el cristal) de Agustí Villaronga
- Herederos de la bestia de Diego López et David Pizarro
- Alicia de Jaume Balagueró
- Días sin luz de Jaume Balagueró
- Genesis  de Nacho Cerdà
- Zero de David Victori
- Zone 84 de Lonan García
- Amo  de Alex Gargot

### FocusÁlex de la Iglesia
- Le Jour de la bête
- Perdita Durango
- El bar

### FocusBoris Szulzinger
- Les Tueurs fous
- Tarzoon, la honte de la jungle
- Mama Dracula

### Carte blancheCaroetJeunet
- Electronic labyrinth de George Lucas
- THX 1138 de George Lucas
- Goto, l'île d'amour de Walerian Borowczyk
- Les noces funèbres de Tim Burton et Mike Johnson
- Le Conte des contes de Youri Norstein
- The American Way de Maurice Phillips
- Les Aventures de Buckaroo Banzaï à travers la 8e dimension de W.D. Richter

### Carte blancheJaume Balagueró
- Elephant Man de David Lynch
- La Grande Bouffe de Marco Ferreri
- La Bouche de Jean-Pierre de Lucile Hadzihalilovic
- Le Sacrifice de Andreï Tarkovski
- Street Trash de Jim Muro

## Palmarès
- Grand prix Nouveau Genre : La Lune de Jupiter de Kornél Mundruczó
- Prix du public : Les Bonnes Manières (As boas maneiras) de Juliana Rojas et Marco Dutra